# Change Lanes
Change Lanes es un videojuego de carreras arcade creado por Taito en 1983 y diseñado por Dave Needle. En el juego controlamos a un auto anfibio de color rojo por autopistas y lagos, evitando chocar con diferentes obstáculos y vehículos, acumulando puntos y terminar la carrera antes de que se agote el combustible. El juego tiene unos gráficos seudo-tridimensionales gracias a la implementación de la técnica de escalación, lo que le hacía muy vistoso gráficamente para la época.